# Kristine Lunde-Borgersen
Kristine Lunde-Borgersen (* 30. März 1980 in Kristiansand) ist eine ehemalige norwegische Handballspielerin. Seit 2019 ist sie als Trainerin der norwegischen Jugendnationalmannschaft tätig.

## Karriere
Die Rückraumspielerin wechselte im Sommer 2007 von Aalborg DH zu Viborg HK, mit dem sie 2008, 2009 und 2010 die dänische Meisterschaft und 2007 und 2008 den dänischen Pokal gewann. 2009 und 2010 triumphierte sie mit Viborg in der EHF Champions League. Vor ihrer Zeit in Aalborg, spielte sie in Norwegen bei Hånes IF, Kristiansand IF und Våg Vipers. Zur Saison 2010/11 wollte sie zum österreichischen Spitzenclub Hypo Niederösterreich wechseln; dieser Wechsel kam jedoch nicht zustande. Daraufhin wechselte Lunde-Borgersen in die norwegische Heimat zu ihrem ehemaligen Club Våg Vipers. Im Sommer 2013 legte sie aufgrund ihrer Schwangerschaft eine Pause ein. Nach einem Jahr Pause setzte sie ihre Karriere bei den Vipers fort. Nach der Saison 2014/15 beendete Lunde-Borgersen ihre Karriere und übernahm das Co-Traineramt von Våg Vipers. In der Saison 2017/18 gab Lunde-Borgersen ihr Comeback bei Vipers Kristiansand, wo sie weiterhin als Co-Trainerin tätig war. Anschließend beendete Lunde-Borgersen ihre aktive Karriere und blieb den Vipers weiterhin als Co-Trainerin treu. Im Jahr 2019 beendete Lunde-Borgersen ihre Tätigkeit bei den Vipers und übernahm ein Traineramt bei der norwegischen Jugendnationalmannschaft.
„Kikki“, wie sie genannt wurde, bestritt 181 Spiele für die norwegische Nationalmannschaft, in denen sie 496 Treffer erzielte. Mit der norwegischen Auswahl gewann sie die Europameisterschaften der Jahre 2004, 2006 und 2008. Im Gegensatz zu ihrer Schwester nahm sie verletzungsbedingt nicht an der Weltmeisterschaft 2007 teil. Ein Jahr später holte sie mit dem Team bei den Olympischen Spielen 2008 die Goldmedaille. Sie gehörte zum Aufgebot ihres nationalen Verbandes bei der Weltmeisterschaft 2009 in China. Bei der Weltmeisterschaft 2011 gewann sie mit Norwegen den Titel. Im Sommer 2012 nahm sie an den Olympischen Spielen in London teil und gewann abermals mit der norwegischen Mannschaft die Goldmedaille.

### Sportliche Erfolge

#### Nationalmannschaft
- Europameisterschaft

Gold: 2004, 2006 und 2008
Silber: 2012
- Weltmeisterschaft

Gold: 2011
Silber: 2001, Bronze: 2009
- Olympische Spiele

Gold: 2008 und 2012

#### Verein
- EHF Champions League

Sieger: 2009 und 2010 (Viborg HK)
Halbfinale: 2005/06 (Aalborg DH)
- Norwegische Meisterschaft

Gold: 2017/18 (Vipers Kristiansand)
Bronze: 2002/03 (Våg Vipers)
- Norgesmesterskap

Gold: 2017 (Vipers Kristiansand)
- Dänische Meisterschaft

Gold: 2008, 2009 und 2010 (Viborg HK)
Silber: 2005 (Aalborg DH)
Bronze: 2006 und 2007 (Aalborg DH)
- Dänischer Pokal

Sieger: 2007 und 2008 (Viborg HK)

## Auszeichnungen
- Spielerin des Jahres und Spielmacherin des Jahres 2003/04 der Norwegischen Liga[12]
- Norwegische Linke Rückraumspielerin des Jahres 2005/06[13]
- RM im All-Star Team und MVP bei den Europameisterschaften 2008

## Privates
- Am 3. Juli 2009 heiratete sie Ole M. Borgersen in der Viborger Domkirche.[14]
- Ihre Zwillingsschwester Katrine Lunde Haraldsen spielt ebenfalls Handball.